# Калнберз, Виктор Константинович
Виктор Калнберз (в советский период Виктор Константинович Ка́лнберз; латыш. Viktors Kalnbērzs, 2 июля 1928, Москва — 19 июня 2021, Рига) — советский и латвийский хирург, учёный и политик. Член-корреспондент, а позже академик АМН СССР и её правопреемницы РАМН; академик РАН с 30 сентября 2013 года (в связи с объединением РАН и РАМН). Академик АН Латвийской ССР. Профессор. Герой Социалистического Труда (1988), лауреат Государственной премии СССР. Заслуженный деятель науки Латвийской ССР, Заслуженный врач Латвийской ССР (1966), Депутат 6 Сейма Латвии.

## Биография
Родился 2 июля 1928 года в Москве в семье потомственных врачей Константина Оттовича Калнберза (1893—1960) и Мильды Екабовны Калнберз (1895—1963). Его отец отличался коммунистическими взглядами и по этой причине покинул родину в 1918 году, переехав в Москву, а корни его рода находятся в Алуксне, где жил Отто Калнберз.

### Ранние годы
Детство сыновей Константина Оттовича, старшего Константина и младшего Виктора, прошло в Кунцево, неподалёку от появившейся позже дачи И. В. Сталина. Калнберзы поселились там в 1930 году, а несколькими годами позже были направлены работать в Туву, в город Кызыл. Там Виктор пошел в первый класс, а в 1936 году семья вернулась в Москву.
После присоединения Латвии к СССР в 1940 году Калнберзы вернулись на родину, однако с началом войны эвакуировались, фактически с последним эшелоном 28 июня 1941 года. Уже 30 июня немцы были в Задвинье, и следующий эвакопоезд был начисто разбомблен, вспоминает Виктор Константинович.
В годы войны родители работали в военных госпиталях. Старший брат Виктора, Константин, с третьего курса МАИ ушел добровольцем в Латышскую дивизию Красной Армии. В боях при ликвидации Курляндского котла, сложившегося осенью 1944 года после освобождения Риги, юноша был ранен и за два дня до Победы умер в госпитале от заражения крови. Это повлияло на выбор профессии Виктора: изменив своим планам поступать в МИМО, в мае 1945 года он решил идти в медицинский. Он окончил школу с одной из первых в советской истории золотых медалей, — эту награду царской школы восстановили именно в 1945-м.

### Выбор профессии: хирургия
В 1945 году В. Калнберз начал учёбу в Рижском медицинском институте, выбрав специальность хирурга. В 1951 году блестяще окончил вуз и получил распределение научным сотрудником НИИ травматологии и ортопедии, где проработал до 1955 года. С 1955 по 1959 год он ассистент кафедры госпитальной хирургии, а затем травматологии, ортопедии и военно-полевой хирургии Рижского медицинского института, с 1960 по 1994 год — глава этой кафедры, профессор.
В 1959 году Виктор Константинович возглавил Латвийский НИИ травматологии и ортопедии, которым руководил 35 лет, создав целую научно-практическую школу, прославившуюся на весь Советский Союз операциями по эндопротезированию тазобедренного и коленного суставов.
В 1962—1994 годах он главный травматолог-ортопед Латвийского министерства здравоохранения.

### Научный авторитет
Уже в середине 1960-х годов имя Калнберза как хирурга-ортопеда было широко известно. Он консультировал советских космонавтов и первых лиц государства, являлся консультантом-травматологом сборных СССР на Олимпийских играх в Токио, Мюнхене, Москве и Монреале.
Виктор Константинович работал в Англии, Швеции, Португалии, Италии, Болгарии, Венесуэле, Германии, Чехословакии и практически во всех республиках СССР.
Созданные им конструкции внешней фиксации помогли вылечить множество военнослужащих, получивших сложные огнестрельные ранения в Афганистане. Академик Калнберз лично выезжал в Кабул, чтобы познакомить военных хирургов с техникой операций. Ему было присвоено воинское звание подполковник Советской армии.

### Изобретатель
Академик Калнберз — автор 86 изобретений, 23 патентов и более 260 научных трудов.
В 1970—1972 годах Калнберз выполнил первую в СССР хирургическую коррекцию пола (в общей сложности он сделал пациенту девять операций). В союзном Министерстве здравоохранения осудили операцию, запретили публикации о ней и проведение подобных операций в будущем, Калнберза поддержал только министр здравоохранения Латвийской ССР Вильгельм Канеп, ранее давший устное согласие на выполнение операции. В 1975 году Калнберз зарегистрировал в комитете Совета министров СССР по делам изобретений и открытий изобретение «Способ хирургического лечения гермафродитизма» — методику хирургической коррекции пола. Впоследствии он выполнил ещё несколько таких операций.
Калнберз разработал методику фаллопротезирования, успешно применявшуюся в Великобритании, США, Франции, Германии, Швеции и Латвии.

## Общественная деятельность
Депутат Верховного Совета Латвийской ССР и Латвийской Республики. Экс-депутат Рижской думы. Председатель партии «Дзимтене».

## Членство в международных обществах
Председатель Латвийского научного общества травматологов-ортопедов (1969—1994), действительный член Всемирной ассоциации ортопедов (СИКОТ, 1969), почетный член научных обществ травматологов-ортопедов Молдавии (1978), Украины (1983), член-корреспондент Немецкой ассоциации ортопедов (1984), почетный член Латвийского общества биомеханики и биоматериалов (1987), почетный член Североамериканской ассоциации хирургов травмы (1987), ассоциации ортопедов Венесуэлы (1989), ассоциаций травматологов-ортопедов Латвии (1997), Литвы (2000), России (2002), почётный член Латвийской ассоциации эндопротезирования тазобедренного и коленного суставов (1998), Ассоциации пластической и челюстно-лицевой хирургии стран Балтии (2002).

## Награды и звания
- Герой Социалистического Труда (1 июля 1988) — за большие заслуги в развитии медицинской науки, подготовку научных кадров и в связи с шестидесятилетием со дня рождения[8]
- Государственная премия СССР (1986)
- Государственная премия Латвийской ССР (1970)
- Орден Трёх звёзд III степени (2000)
- Орден Ленина (1988)
- три ордена Трудового Красного Знамени (1965, 1971, 1976)
- Орден Дружбы народов (1981)
- Орден Дружбы (23 апреля 2009 года, Россия) — за заслуги в научной деятельности и большой вклад в развитие сотрудничества между Российской Федерацией и Латвийской Республикой в области медицины[9][10]
- Орден «Кирилл и Мефодий» (1988, НРБ)
- Заслуженный деятель науки Латвийской ССР
- Заслуженный врач Латвийской ССР (1966)
- премия имени академика Паула Страдыня (2001)
- Серебряный и Золотой скальпель Латвийского научного общества травматологов-ортопедов (1978, 1988)
- медаль III Всемирного конгресса по пластической хирургии в Вашингтоне (1963)
- медаль выдающегося пластического хирурга Н. А. Богораза (1974)
- медаль ортопедической клиники Гданьска (1976)
- медаль хирурга Э. Бергмана (1986)
- медаль ортопеда Б. Фрейка (1979)
- медаль хирурга И. И. Джанелидзе (1983)
- медаль одного из основоположников интрамедуллярного остеосинтеза Г. Кюнчера (1985)
- медаль Университета Павиа (1988)
- медаль Я. Пуркинье (1988)
- медаль мэрии г. Мантова (1988)
- медаль Конгресса стопы (1989)
- медаль Военно-медицинской академии Каракаса (1992)
- Памятный знак участника баррикад 1991 года (1991. gada barikāžu dalībnieka piemiņas zīme).

## Личная жизнь
- отец — Калнберз Константин Оттович (1893—1960), доктор медицины
- Мать — Калнберз Мильда Екабовна (1895—1963), окончила МГУ, заведовала отделением в 1-й Рижской больнице.
- супруга — Кукайне Рита Александровна (1922—2011), академик, врач, руководила Институтом микробиологии.
- сын — Константин Викторович Калнберз (1950 г. рожд.), пластический хирург, ортопед, профессор, руководитель Центра эндопротезирования.
- дочь — Майя Викторовна Калнберз (1953 г. рожд.), доктор наук, врач.
- дочь — Инга Викторовна Миллере (1959 г. рожд.), доктор наук, профессор, врач.
Имел пятерых внучек и двух правнучек.

## Работы
Учебники:
- «Хирургические болезни» (на латышском языке, 1974).
- «Дифференциальная диагностика и практика участкового врача» (1985).
- Книга воспоминаний «Моё время». Рига, «Medicīnas apgāds», 2013[3].